# Virginia Beach, Virginija
Virginia Beach je največje mesto v ameriški zvezni državi Virginiji. Leži ob ustju estuarja Chesapeake Bay na atlantski obali. Virginia Beach je najbolj vzhodno od sedmih večjih mest, ki sestavljajo somestje Virginia Beach-Norfolk-Newport News s približno 1,6 milijona prebivalcev.
Območje mesta so že v zgodnjem 17. stoletju naselili evropski priseljenci. Na rtu ob vhodu v Chesapeake Bay so leta 1607 pristali prvi angleški priseljenci, ki so nato ustanovili Jamestown nekoliko v notranjosti. Naselbina na območju današnjega mesta je bila majhen letoviški kraj vse do konca 19. stoletja, ko je bila zgrajena železniška povezava. Začela se je hitrejša rast in leta 1906 je Virginia Beach dobil mestne pravice.
Danes je Virginia Beach letoviško mesto s kilometri plaž ter stotinami hotelov, motelov in restavracij ob obali. V mestu se nahajajo tudi dve univerzi, tri vojaška oporišča, več zaščitenih obalnih območij in številne zgodovinske znamenitosti. V estuarju Chesapeake Bay se nahaja najdaljši kompleks mostov in tunelov na svetu, imenovan Chesapeake Bay Bridge-Tunnel, ki povezuje mesto Virginia Beach s polotokom na severni strani estuarja.

## Pobratena mesta
Virginia Beach ima tri pobratena mesta:
- Bangor, Severna Irska, Združeno kraljestvo
- Miyazaki, Japonska
- Moss, Norveška